# Belga csemegeszőlő
A belga csemegeszőlő, hivatalos nevén Vlaams-Brabantse tafeldruif ("flamand-brabanti asztali szőlő") csemegeszőlőfajtát a belgiumi Flandria régió Flamand-Brabant tartományában termesztik. A szőlőtermesztés lényegében a Druivenstreek ("szőlővidék") kistérség négy településén folyik: Overijse, Huldenberg, Hoeilaart és Tervuren

## Története
A 16-17. században vált elterjedt szokássá a németalföldi nemesség és a gazdag polgárok körében, hogy a kastélyok vagy házak kertjében üvegházat létesítettek és ott szőlőt termeltek. A brabanti régióban az 1800-as évekre a Frankenthaler szőlőfajta terjedt el, amelyből 1830 körül Jean-Baptiste Van Mons nemesítette ki a Frankenthaler De Coster fajtát (amely nevét egy leuveni szőlőnemesítőtől kapta).
A belga csemegeszőlő termesztését 1865-ben a hoeilaarti kastély kertésze, Felix Sohie kezdte meg 1865-ben. A kastély kertjében néhány üvegházat hozott létre és a felesleges szőlőt, amit a kastély urai nem fogyasztottak el, a brüsszeli piacon kezdte értékesíteni. Az üvegházban tökéletesítette a szőlőtermesztést és csöveken forró vizet vezetett be, ezzel biztosította télen az üvegház fűtését. A következő évben testvéreivel már 11 üvegházat létesített, majd példájukat hamarosan a helyiek is követték: 1878-ban Overijsében a Danhieux testvérek, majd 1883-ban La Hulpe, utána Huldenberg, Duisburg, Neerijse stb lakói. A szőlőtermesztés elterjedését segítette, hogy a helyiek igen kis földterülettel rendelkeztek (általános volt az 1 hektáros gazdaság), amelyen szántóföldi növényeket nem lehetett gazdaságosan termelni. Emellett a szőlőtermelésnek kedveztek a környék adottságai: jó vízelvezetésű talaj, a sok eső, illetve a dombos vidék. A termelők az üvegházakat a dombok déli oldalára telepítették és ezzel kiváló, meleg mikroklímát teremtettek a szőlőknek.
Az üvegházak építése során számos problémát kellett megoldani: a lejtős terepen való építkezés, a vasszerkezet meghajlása az üveg és a szőlőfürtök súlya alatt, az esővíz összegyűjtése és elvezetése, szellőztetés, fűtés stb. Az üvegházak falát kőművesek, szerkezetét kovácsok, az üvegpaneleket üvegesek gyártották. A fűtést kezdetben forró levegővel, később melegvízzel oldották meg. Az üvegházakat a felépítés után rendszeresen karban kellett tartani, bizonyos időnként meg kellett tisztítani az üvegeket, hogy a szőlők elég fényt kapjanak.
A szőlőtermelés másik kedvező adottsága Brüsszel közelsége volt, amelynek tehetős lakói meg tudták fizetni a csemegeszőlő magas árát. A Brüsszel-Luxembourg vasútvonalnak akkoriban még volt egy állomása Waterloo-ban, amely Hoeilaart része volt, ezen keresztül szállították a fővárosba a szőlőt. 1894-ben kiépült egy szárnyvonal, amely közvetlen vasúti összeköttetést teremtett Brüsszel és Overijse, illetve Hoeilaart felé, a szőlőtermesztés elősegítése érdekében. Később a szőlőket tehetős flamand városok (Gent, Antwerpen) piacán és Angliában is árusították.
1910-ben Hoeilaartban 5176, Overijsében 2334, La Hulpe-ben 1511 üvegházat tartottak nyilván. A magasabb hozamok érdekében a termelők számos fajtával kísérleteztek és a sikeresebbeket fokozatosan vezették be: 1920 körül a Royal, 1930 körül a Ribier, 1936-ban a Leopold III. Egészen eddig azonban csak kékszőlőket termeltek, az 1930-as években kezdték meg a belga Canon Hall termesztését, majd pedig 1959-ben előállították a Baidor fajtát a Frankenthal és a Muscat d'Alexandrie keresztezésével.
A szőlőtermesztés csúcspontját 1961-ben érte el, amikor 34929 üvegház működött a Druivekstreek térségben. Azonban az egyre emelkedő olajárak (az üvegházakat télen és kora tavasszal fűteni kellett) és az olasz, illetve spanyol csemegeszőlők, majd később a chilei és dél-afrikai szőlők importja miatt egyre több termelő ment csődbe és hagyta abba a termesztést. Azonban számos termelő viszi tovább a hagyományt, igaz kezdenek áttérni a számítógépen vezérelt, gépesített üvegházakra.
A környék falvaiban számos ünnepséget rendeznek a helyi szőlőtermesztéshez kapcsolódóan: augusztus közepén Duisburg, augusztus utolsó hetében Overijsében, szeptember harmadik hétvégéjén Hoeilaartban, október első hétvégéjén pedig Huldenbergben tartanak szőlőfesztivált, ahol kiemelt helyet kapnak a legszebb szőlőfürtök.

### Szervezetek
A szőlőtermelőket először a Belga Szőlőtermelők Egyesülete (Syndicaat der Belgische Druiventelers) fogta össze, amelynek révén már 1894-ben részt vettek a világkiállításon.
1900-ban Brüsszelben alapították meg a szőlőtermelők és a virágkertészek a Hallen der Voortbrengers piaci szervezetet.
Az üvegházasok céhe (De Serristengilde) 1928-ban alakult meg, elsősorban szociális és kulturális célokra. A Belga Szőlőtermelők Nemzeti Szövetségét (Nationale Unie der Belgische Druiventelers) 1938-ban hozták létre, érdekvédelmi célokból. Az ISCA és SERCO egyesületeket 1955-ben alapították és bor, illetve habzóbor készítésével foglalkoztak.
A 2003-ban alapított De Sterredruif szövetség elsődleges célja a belga csemegeszőlő európai szintű elismertetése volt, amit 2008-ban el is értek. Jelenleg ez a szervezet végzi a termelők regisztrációját és a szőlőtermelés felügyeletét.
A szőlőtermelés történetét bemutató múzeum (het Druivenmuseum) Overijse központjában található.

## Elterjedtsége
A belga csemegeszőlőt lényegében négy település területén termesztik: Overijse, Huldenberg, Hoeilaart és Tervuren, amelyeket összefoglaló néven Druivenstreek, azaz szőlővidék néven említenek. A belga csemegeszőlő az Európai Unióban eredetvédelmet élvez (regisztrációs szám BE/PDO/0005/0534).
A termesztőknek minden év januárjában regisztrálni kell magukat és vállalkozásukat a De Sterredruif egyesületnél.

## Termesztése
A belga csemegeszőlő termesztése igen munkaigényes, lényegében csak kézi munkaerőt használnak. A téli hónapok során metszik a szőlőket és trágyázzák az üvegház talaját. Január közepétől kezdik fűteni az üvegházakat, de nem egyszerre, hogy a szüretet is elhúzzák. Pár héttel később megjelennek az első hajtások, amelyekből csak a leggyorsabban növőket hagyják meg. A megfelelő hajtáshossz után úgy kötözik ezeket, hogy később a fürtök minden irányból kapjanak fényt. Március körül virágoznak a szőlők és május környékén már nőnek a fürtök. Ekkor jön a legnehezebb feladat: a termesztőnek az egyes fürtökből ki kell metszeni a kisebb szőlőszemeket, hogy a legnagyobbaknak elég hely maradjon. Júniusban már érnek az első fürtök, amelyek elérhetik a 800 grammos súlyt is és mintegy 70-80 szőlőszemet tartalmaz.
A legjobb minőség eléréséhez az üvegházakat legalább 15-20 fokra kell fűteni. A szüret idejét nagymértékben meghatározza, hogy fűtötték-e az üvegházat és mennyire. Ennek megfelelően három periódust különböztetnek meg:

### Korai termesztés
Az üvegházakat januártól egészen a szüretig fűtik, hogy a 15-20 fok körül hőmérsékletet fenntartsák. Az első fürtöket június végén - július közepén lehet szüretelni.

### Középtermesztés
Az üvegházakat általában február közepétől március közepéig fűtik, a fürtök nyáron érnek be és augusztusban lehet először szüretelni.

### Késői termesztés
Az üvegházakat csak a virágzás idején, áprilisban fűtik, hogy elkerüljék a fagykárokat. Májusban a fűtést leállítják, majd szeptember közepén újraindítják, hogy elősegítsék az érést.
A termelők átlagosan 2000 liter fűtőolajat használnak fel egy üvegház fűtésére egy szezonban.

## Fajtái

### Kékszőlők

#### Frankenthaler "De Coster"
A Frankenthal vagy Frankenthaler szőlőt 1830 körül Jean-Baptiste Van Mons nemesítette, és ez a legrégebbi, ma is termelt csemegeszőlőfajta. Fűtetlen üvegházakban szeptember második felétől érik, fűtött üvegházban júniustól októberig szüretelhető. Belgiumban Sohie Felix kezdte el a szőlőtermesztést Frankenthaler fajtával, azonban az idők során fokozatosan kiszorította a nagyobb hozamú Royale. Közepesen erőteljes növekedésű, a sötétvörös-kékesfekete szőlők kicsik, kerek vagy ovális alakúak, édesek, de nem túl zamatosak.

#### Royal
A Royal vagy Royale Emile fajtát az Alfphonse Lavallee és a Frankenthal szőlők felhasználásával nemesítették 1910-1920 között a laekeni királyi üvegházban (más források szerint egy hoeilaarti termelő, Emile Vandervaeren nemesítette). A Sohie testvérek előállították másik változatát, a Royal Molenberg-et, amelynek vékonyabb a héja és érzékenyebb a botritiszra. A Royal Terheyden változat vastagabb héjú. A szőlő erőteljes növekedésű, nagy levelekkel, nagy kerek szőlőszemekkel. A gyümölcsnek tömör húsa és jellegzetes zamata van, és közel 2 kilós fürtöket lehet nevelni rajta, az érett szőlőszemek átmértője elérheti a 24 mm-t. Ez a legelterjedtebb csemegeszőlő-fajta Flamand-Brabant tartományban.

#### Ribier
A Ribier fajtát valamikor 1930 és 1945 között nemesítették az Alfphonse Lavallee fajta egyik mutációjából. Gyakran összetévesztik a Royal fajtával, amelyhez külsőleg nagyon hasonlít. Közepesen erőteljes növésű, a fürtök vállasak, hosszúak, a sötétkék színű szőlőszemek héja vékony, húsa tömör. Szintén nagyon jó minőségű és keresett fajta.

#### Leopold III
A III. Lipót belga királyról elnevezett szőlőfajta a brabanti szőlőtermesztés egyik kiemelt fajtája. Az 1920-as években a Royal fajta spontán mutációja alapján nemesítették. A szára lapos és erőteljes, a szőlőszemek igen nagyok. Termesztése 1936-ban indult meg Hoeilaartban, és a helyi termelők 1937. október 3-án III. Lipót királyt kérték fel az új fajta védnökének. A helyi termelők delegációját decemberben fogadta a király, akinek bemutatták a rendkívül nagy fürtöket.
Erőteljes növekedésű fajta, nagy levelekkel, vastag szárral. A fürtök vállasak, jól fejlettek, vastag szárral. A virágzás idején igen érzékeny a hidegre, ezért szinte csak fűtött üvegházban termeszthető. A szemek kifejezetten nagyok (akár 4 cm átmérőjűek), vastag héjjal és roppanós gyümölcshússal. A szőlőszemben egy vagy két mag található. Finom, határozott íze, tömör húsa miatt az egyik legjobb, legkeresettebb és legértékesebb csemegeszőlőfajta.

#### Gros Colman
Ezt a fajtát 1860 körül mutatták be először Londonban, majd 1890 körül kezdték termeszteni Flandriában. Felix Sohie 1900 körül termesztette és sikerült egy későn érő (októbertől márciusig) fajtát kinevelnie, ennek köszönhetően a szőlőtermesztők egész évben friss gyümölcsöt tudtak szállítani a piacra. Termesztése napjainkra erőteljesen visszaesett, elsősorban a magas fűtési költségek, illetve a déli féltekén termesztett csemegeszőlők által támasztott verseny miatt. Erőteljes növekedésű, termékeny fajta. A szőlőszemek héja vékony, könnyen megrepednek az érés során, de a fogyasztók igen kedvelik éppen emiatt.

### Fehér szőlők

#### Muscat d'Alexandrie
A fajta feltehetően Egyiptomból származott, majd a 17. század közepén kezdték termeszteni Franciaországban, onnan terjedt el Angliába és Belgiumba. Az egyik legnagyobb mennyiségben exportált szőlőfajta, közepesen erőteljes növekedésű, jól gyümölcsöző, a fürtök hosszúak, vállasak. A szőlőszemek ovális alakúak, roppanós héjjal. Íze kitűnő, jellegzetes muskotályos ízzel, szép aranysárga színnel (néha azonban éretten is zöld színű). A legjobban fűtött üvegházakban termeszthető.

#### Canon Hall
A belga Canon Hall fajtát a Muscat d'Alexandrie mutációjából nemesítették ki, nem azonos az angol Canon Hall fajtával. A fajta erőteljes növekedésű, hosszú, hengeres fürtökkel, vastag héjú, kerek szőlőszemekkel, amelynek határozott muskotályos íze van. Mivel igen nehezen lehetett csak termeszteni alacsony termőképessége, nap- és hidegérzékenysége miatt, ezért régen olyan magas árat kértek érte, hogy szemenként árusították a szőlőt.

#### Baidor
A Baidor fajtát 1958-ban a Frankenthal és a Muscat d'Alexandrie fajták keresztezésével hozták létre a Terhulpenben. 1979-ben kapta nevét a francia baie d'or (arany bogyó) után. Ezt a fajtát szolgálták fel Károly walesi herceg és Diana Spencer esküvőjén. Erőteljes növekedésű fajta, aránylag kis fürtökkel. Az érett szőlőszemeknek szép borostyánsárga színe van, cukortartalma elérheti a 18 fokot is, átmérője a 2,6 cm-t. Aránylag érzékeny fajta, a páralecsapódás és az erős nap könnyen kárt tehet benne.